# 912 هـ
912 هـ هي سنة في التقويم الهجري امتدت مقابلةً في التقويم الميلادي بين سنتي 1506 و1507.

كريستوفر كولومبوس

## وفيات
- سبط المارديني
- كريستوفر كولومبوس
- جلال الدين أحمد الكركي، متصوف أردني مصري.